# Слово для світу — ліс
«Слово для світу — ліс» (англ. The Word for World Is Forest) — повість Урсули Ле Гуїн, що входить до хайнського циклу. Опублікована в 1972 році. Відзначена премією «Г'юго» 1973 року. У творі є багато аналогій з В'єтнамською війною, яку Ле Гуїн назвала головною темою, яка вплинула на його написання. У «Слові…» розглянуто протилежний варіант ситуації взаємини людини і лісу (в метафоричному плані — свідомості і несвідомого) порівняно з оповіданням 1971 року Vaster Than Empires and More Slow. У фільмі «Аватар» 2009 року є паралелі з цією повістю.

## Сюжет
Вся суша на планеті під назвою Атші вкрита лісами. Назва планети — Атші — означає одночасно і «світ», і «ліс» (звідси і назва книги). Атшіяни на зріст приблизно один метр (нижче ніж африканські пігмеї), їхні тіла покриті зеленим хутром, але в той же час вони біологічно є видом роду Homo sapiens. Цивілізація атшіян знаходиться на низькому технологічному рівні (рання залізна доба) і колоністи-земляни, які видобувають на планеті цінний ліс, безкарно експлуатують аборигенів. Землян на планеті всього 2 тисячі, «піскунів» (як їх зневажливо називають земляни) — приблизно 3 мільйони. Але піскуни не знають, що таке війна і умисне вбивство людини людиною. Сильно відстаючи від землян в області техніки, вони володіють унікальним мистецтвом керованих сновидінь, що дозволяє керувати підсвідомістю, в тому числі для ефективної сублімації агресії. Люди, бачачи таку покірність і відсутність опору, починають нахабніти. Тоді один із «піскунів», Селвер, який сильно постраждав від діяльності землян (один із землян зґвалтував його дружину, що призвело до її смерті) і, в той же час, є сновидцем (тобто майстром «керованих сновидінь»), розуміючи, що колонія землян зрештою просто знищить його народ, стає пророком (самі піскуни називають людей такого роду «шааб», що означає «бог» і «провідник» — той, хто проводить нове по мосту між дійсністю снів і дійсністю світу), приносить в культуру піскунів вбивство і фактично ініціює джихад — священну війну проти колонії землян. Війна виявляється успішною — піскуни знищують поселення людей, цілеспрямовано нищать всіх жінок-землянок, щоб запобігти розмноженню колонізаторів. В результаті атаки на центральне поселення колонії гине і Радж Любов, людина, яка колись врятувала вождя «піскунів» від смерті, допомігши йому зрозуміти землян і зрозумівши, наскільки серйозним досягненням є мистецтво керованих сновидінь.
«Піскуни» ізолюють решту землян на основному острові їхньої планети, в його центрі, де ліси знищені. Потім прилітають земляни на великому кораблі, забирають колоністів, які вижили і відлітають, не вбивши жодного «піскуна» і пообіцявши, що п'ять поколінь землян на планеті не буде, а потім прилетять максимум 15-20 вчених. Перед відльотом корабля Селвер передає землянам працю Раджа Любова, в якому описано мистецтво керованих сновидінь.